# Andrei Iwanowitsch Smirnow
Andrei Iwanowitsch Smirnow (russisch Андрей Иванович Смирнов; * 1956 in Moskau) ist ein russischer Multimediakünstler und Performer, Komponist, Instrumentenbauer und Musikpädagoge.
Smirnow studierte bis 1979 am Moskauer Institut für Physik und Technologie. Er spielte zwischen 1976 und 1982 Zweite Oboe im Sinfonieorchester des Moskauer Zentralhauses der Wissenschaftler, daneben arbeitete er von 1978 bis 1981 im Akustiklabor des Tschaikowski-Konservatoriums unter Leitung von Andrei Wolodin. Von 1980 bis 1982 war er Ingenieur und Soundtechniker im audio-visuellen Team des Kosmonautenmuseums in Moskau. Bis 1987 entwickelte er computergesteuerte Synthesizer für das Biofeedback-System Emosurus am psychologischen Institut der Sowjetischen Akademie der Wissenschaften. Zwischen 1987 und 1992 war er Leiter der Ton-Abteilung der Moskauer Theaterworkshop-Gesellschaft, wo er mit interaktiven und Live-Elektronik-Musiksystemen für verschiedene experimentelle Theater experimentierte. Bis 2000 war er Leiter der Tonregie des Chet-Nechet-Theaters.
Zu den Werken Smirnows zählen interaktive Performances und Installationen. Er komponierte computergesteuerte und computergenerierte Klänge für das Theater, den Rundfunk und das Ballett, veranstaltete internationale Festivals für elektroakustische Musik und Multimedia in Moskau, Jekaterinburg, Sankt Petersburg und Kasan und interaktive Konzertserien und leitete den elektroakustischen Part des Alternativa Festivals und des Moskauer Herbstfestivals.
Smirnow ist Mitbegründer und Direktor des Theremin Zentrums für elektroakustische Musik am Moskauer Staatskonservatorium (1992), Mitglied der Russischen Gesellschaft für elektroakustische Musik, des Electronic Music Foundation Advisory Council, Direktor und Gründer des Altermedium International Festival für elektroakustische Musik in Moskau sowie Gründer und künstlerischer Leiter des Moskauer Laptop Cyber Orchestra. Er leitete Workshops und Meisterklassen in Russland, den USA und Deutschland und besitzt eine umfangreiche Sammlung historischer elektronischer Musikinstrumente.